# Toxicologia dos nanomateriais de carbono
Existem muitas pesquisas sobre a nanotoxicologia de fulerenos e nanotubos de carbono.

## Fulerenos
Uma revisão de trabalhos sobre a toxicidade do fulereno por Lalwani et al. encontrou poucas evidências de que o C 60 seja tóxico. A toxicidade dessas nanopartículas de carbono varia de acordo com a dose, a duração, o tipo (por exemplo o C 60, C 70, M @ C 60, M @ C 82 ), os grupos funcionais utilizados na solubilização em água dessas nanopartículas (tal como: OH, COOH), e o método de administração (por exemplo: intravenoso, intraperitoneal). Os autores recomendaram que a farmacologia de cada complexo à base de fulereno ou metalofulereno seja analisada como um composto diferente.
Moussa et al. (1996–97) estudou a toxicidade in vivo do C 60 após a administração intraperitoneal de grandes doses. Nenhuma evidência de toxicidade foi encontrada e os camundongos toleraram uma dose de 5g / kg de seu peso corporal. Mori et al. (2006) não conseguiu encontrar toxicidade em roedores para misturas de C 60 e C 70 após a administração oral de uma dose de 2g / kg de seu peso corporal, e não observaram evidências de potencial genotóxico ou mutagênico in vitro.
Outros estudos não conseguiram estabelecer a toxicidade dos fulerenos, contrariamente, o trabalho de Gharbi et al. (2005) sugeriu que as suspensões aquosas de C 60, incapazes de produzirem toxicidade aguda ou subaguda em roedores, também podem proteger seus fígados contra danos dos radicais livres de uma forma dependente da dose oferecida. Em um estudo primário de 2012 de uma suspensão de azeite de oliva / C 60 conduzida em ratos via administração intraperitoneal ou gavagem oral, foi observado um prolongamento da vida útil normal dos ratos para quase o dobro do normal, não se encontrando nenhuma toxicidade significativa.
Um investigador deste estudo, o Professor Moussa, compartilhou suas descobertas em uma entrevista em vídeo e afirmou que C 60 puro não é tóxico.
Ao se considerar os dados toxicológicos, o cuidado necessário deve ser tomado na distinção entre o que usualmente é denominado de fulerenos: (C 60, C 70, ...); o que são derivados do fulereno: C 60 ou outros fulerenos com grupos químicos ligados covalentemente; os complexos de fulereno (por exemplo, surfactantes solubilizados em água, como o C 60-PVP, os complexos hospedeiro-hóspede, tal qual os com ciclodextrina), onde o fulereno é uma supermolécula ligada a uma outra molécula; as nanopartículas de C 60, as quais são agregados estendidos de fase sólida de cristalitos C 60; e nanotubos, que geralmente são moléculas muito maiores (em termos de peso e tamanho molecular) e, devido sua forma, divergem-se dos fulerenos esferoidais C 60 e C 70, além de possuírem propriedades químicas e físicas diferentes.
As moléculas acima são todas fulerenos (moléculas de carbono totalmente fechadas), todavia, não é confiável a extrapolação dos resultados do C 60 para os nanotubos ou vice-versa, já que eles variam de materiais insolúveis tanto em meios hidrofílicos quanto lipofílicos, a hidrofílicos, lipofílicos ou mesmo a moléculas anfifílicas e com outras propriedades físicas e químicas variáveis. Um estudo de relacionamento de análise estrutural quantitativa (QSAR), que é capaz analisar o quão semelhantes as moléculas em consideração são em relação a suas propriedades físicas e químicas, pode ajudar.

## Nanotubos de carbono

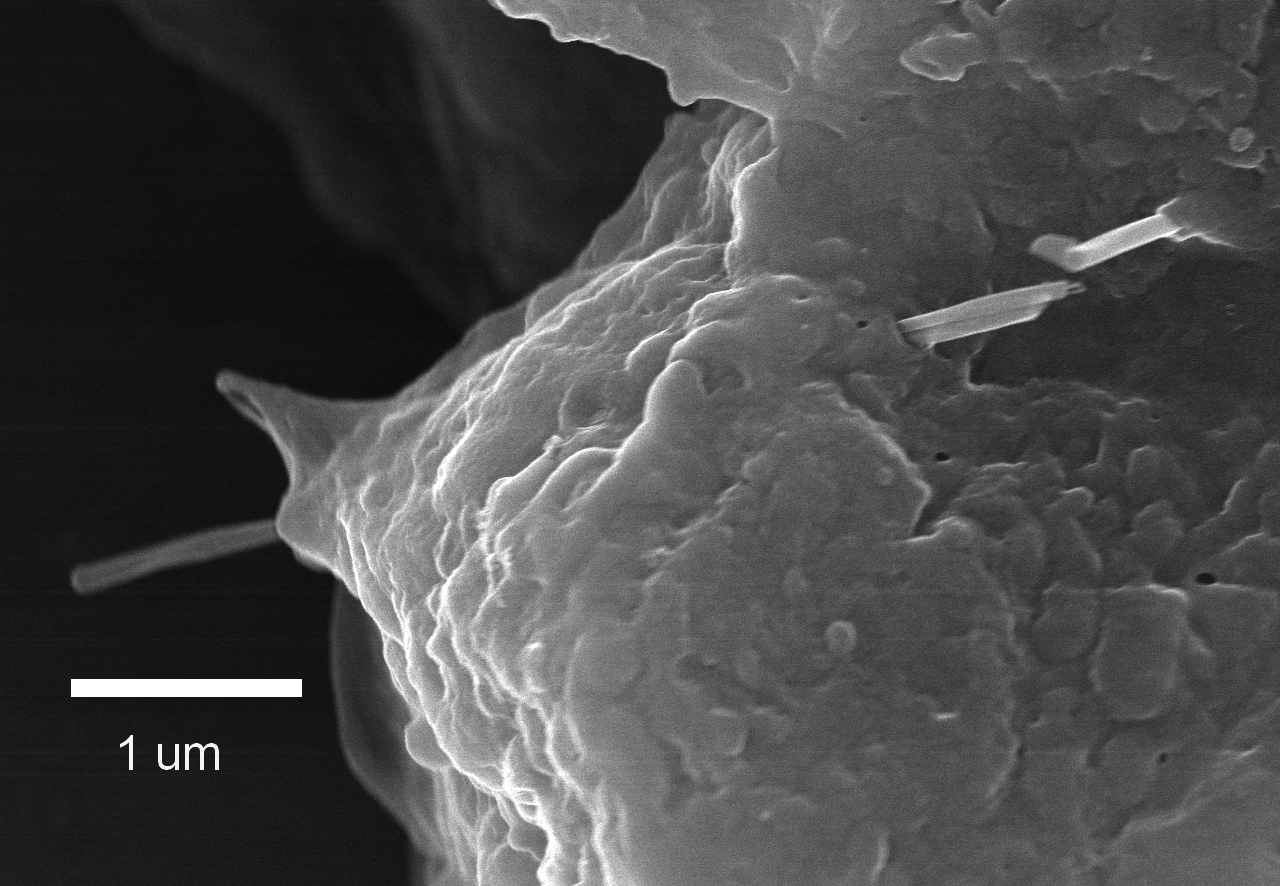
Um nanotubo de paredes múltiplas de carbono perfura uma célula epitelial alveolar.

Em 2013, o Instituto Nacional de Segurança e Saúde Ocupacional dos Estados Unidos não tinha ciência de nenhum relato dos efeitos adversos à saúde dos trabalhadores que usam ou produzem nanotubos de carbono ou nanofibras de carbono. No entanto, uma revisão sistemática de 54 estudos em animais de laboratório indicou que esses poderiam causar efeitos pulmonares adversos, incluindo inflamação, granulomas e fibrose pulmonar, os quais eram de similares ou de maior potência quando comparados a outros materiais fibrogênicos conhecidos, tais como sílica, amianto e negro de fumo ultrafino.
Em referência aos nanotubos, um estudo de 2008 sobre nanotubos de carbono introduzidos na cavidade abdominal de camundongos levou os autores a sugerirem comparações quanto a "patogenicidades semelhante ao amianto". Esse não foi um estudo de inalação, embora vários desse tenham sido realizados no passado. Portanto, é prematuro concluir-se que os nanotubos devem ser considerados detentores de um perfil toxicológico equivalente ao do amianto. Por outro lado, talvez conveniente na demonstração de como as diversas classes de moléculas as quais se enquadram no termo geral fulereno cobrem uma ampla gama de propriedades, Sayes et al. descobriu que a inalação in vivo de C 60 (OH) 24 e nano-C 60 em ratos não produziu efeito algum, enquanto, em comparação, as partículas de quartzo produziram uma resposta inflamatória sob iguais condições. Como afirmado acima, os nanotubos são bastante diferentes do C 60 em suas propriedades químicas e físicas, ou seja, peso, forma, tamanho, propriedades físicas moleculares (como solubilidade) são todas muito díspares. Desse modo, de um ponto de vista toxicológico, os resultados diferentes para C 60 e os nanotubos não são sugestivos de qualquer discrepância nas descobertas.
Um estudo de 2016 relatou sobre trabalhadores em uma fábrica de larga escala produtora de MWCNT na Rússia com níveis de exposição ocupacional relativamente altos, descobrindo que a exposição aos MWCNTs causara um aumento significativo em diversas citocinas inflamatórias e outros biomarcadores de doenças pulmonares intersticiais.

### Toxicidade
A toxicidade dos nanotubos de carbono tem sido uma questão importante na nanotecnologia. Em 2007, tal pesquisa havia apenas começado. Os dados ainda são fragmentários e sujeitos a críticas. Os resultados preliminares destacam as dificuldades em avaliar-se a toxicidade deste material heterogêneo. Parâmetros tais como estrutura, distribuição de tamanho, área da superfície, química da superfície, carga da superfície e estado de aglomeração, assim como a pureza das amostras, possuem um impacto considerável na reatividade dos nanotubos de carbono. Porém, os dados disponíveis mostram claramente que, sob algumas condições, os nanotubos podem atravessar as barreiras membranosas, o que sugere que, se as matérias-primas chegarem aos órgãos, elas podem induzir efeitos nocivos, assim como reações inflamatórias e fibróticas.

#### Caracterização de efeitos
Em 2014, especialistas da Agência Internacional de Pesquisa sobre o Câncer (IARC) analisaram a carcinogenicidade dos CNTs, incluindo SWCNTs e MWCNTs. Nenhum dado epidemiológico ou de câncer humano estava disponível para o Grupo de Trabalho da IARC na época, então o exame se concentrou nos resultados de estudos em animais in vivo, avaliando-se a carcinogenicidade de SWCNTs e MWCNTs em roedores.
O Grupo de Trabalho concluiu que havia evidência suficiente para o tipo específico de MWCNT, o "MWCNT-7", evidência limitada para os outros dois tipos de MWCNTs com dimensões similares ao MWCNT-7 e evidência inadequada para SWCNTs. De tal maneira, concordou-se em classificar o MWCNT-7  especificamente como um possível carcinogênico para humanos (Grupo 2B), à medida que as outras formas de CNT, nomeadamente o SWCNT e outros tipos de MWCNT, com exceção do MWCNT-7, foram considerados não classificáveis quanto à sua carcinogenicidade em humanos (Grupo 3) devido à falta de evidências coerentes.
Os resultados dos estudos com roedores coletivamente demonstram que, independentemente do processo pelo qual os CNTs foram sintetizados e seus tipos e quantidades de metais neles contidos, eles eram capazes de produzir inflamação, granulomas epitelióides (nódulos microscópicos), fibrose e alterações bioquímicas/ toxicológicas pulmonares.  Estudos comparativos de toxicidade nos quais ratos receberam pesos equivalentes dos materiais de teste mostraram que os SWCNTs acabavam por ser mais tóxicos do que o quartzo, o qual é considerado um risco sério para a saúde ocupacional quando inalado cronicamente. Como controle, o negro de fumo ultrafino demonstrou produzir respostas pulmonares mínimas.
Nanotubos de carbono se depositam nos ductos alveolares, alinhando-se longitudinalmente com as vias aéreas. Os nanotubos frequentemente se combinam com metais.  O formato de agulha da fibra dos CNTs é semelhante ao das fibras de amianto, isso traz a ideia de que o uso generalizado de nanotubos de carbono pode levar ao mesotelioma pleural, um câncer do revestimento dos pulmões, ou ao mesotelioma peritoneal, um câncer do revestimento do abdômen (ambos causados pela exposição ao amianto). Um estudo piloto publicado recentemente apoia essa possibilidade.  Os cientistas expuseram o revestimento mesotelial da cavidade corporal de camundongos a longos nanotubos de paredes múltiplas de carbono e observaram um comportamento patogênico dependente do comprimento, similar ao do amianto, o qual incluiu inflamação e formação de lesões conhecidas como granulomas. Os autores desse estudo concluem:
 Isso é de uma importância considerável, pois comunidades de pesquisa e negócios continuam a investir significativamente em nanotubos de carbono em uma ampla gama de produtos, partindo do pressuposto de que eles não são mais perigosos do que o grafite. Nossos resultados sugerem a essencialidade de mais pesquisas e de maior cautela antes de se introduzir esses produtos no mercado se quisermos evitar danos a longo prazo.
Embora mais pesquisas sejam necessárias, os dados disponíveis sugerem que, sob certas condições, especialmente aquelas que envolvem uma exposição crônica, os nanotubos de carbono podem representar um sério risco à saúde humana. 

#### Caracterização de Exposição
É de vital importância a consideração dos cenários de exposição ao tentar determinar a toxicidade e os riscos associados a esses materiais diversos e dificultosos de se estudar. Estudos exposicionais têm sido conduzidos nos últimos anos em um empenho para a determinação de onde ocorrerá e qual será a probabilidade da ocorrência de exposição. Uma vez que os CNTs estão sendo incorporados em materiais compostos devido sua capacidade de fortalecê-los sem adicionar um peso significativo, a fabricação de CNTs e compostos, ou híbridos incluindo CNTs, o processamento subsequente dos artigos e equipamentos feitos dos compostos e os processos de fim de vida, tais como a reciclagem ou a incineração, todos representam fontes de exposição em potencial.  O potencial de exposição ao usuário final não é tão provável. Embora, com a incorporação dos CNTs em novos produtos, pode se haver a necessidade de mais pesquisas.
Um estudo analisou a amostragem pessoal e de área de sete fábricas diferentes as quais envolviam, principalmente, a fabricação de MWCNTs.  Esse estudo descobriu que os processos de trabalho que solicitam nanopartículas, não necessariamente apenas a liberação de CNT, incluem "pulverização, preparação de CNT, dispersão ultrassônica, aquecimento de wafer e abertura da tampa do banho maria." As concentrações exposicionais tanto da amostragem pessoal quanto da área indicaram que a exposição da maioria dos trabalhadores estava bem abaixo da quantidade do negro de fumo definida pela ACGIH.
O processamento de materiais compostos apresenta potencial de exposição durante o corte, perfuração ou abrasão. Durante o procedimento, dois tipos diferentes de compósitos foram testados em laboratório sob diferentes condições para se determinar o potencial de liberação.  As amostras, através de um processo de corte a seco e um processo de corte úmido com medições retiradas da fonte e na zona de respiração, passaram pela usinagem. Os compósitos testados variaram de acordo com o seu método de fabricação e componentes. Um era grafite e epóxi com camadas de CNTs alinhadas por entre eles e o outro era uma alumina tecida com CNTs alinhados na sua superfície. O corte a seco de ambos provou ser uma preocupação em relação às concentrações medidas na zona de respiração. Em contrapartida, o corte úmido, um recurso preferido, mostrou-se um método muito melhor de se controlar o potencial exposicional durante essa forma de processamento.
Outro estudo forneceu resultados da amostragem da zona e área de respiração de quatorze locais os quais trabalham com CNTs nas mais variadas formas para a avaliação do potencial de exposição. Esses locais incluíam a fabricação de CNTs, produtores / usuários de híbridos e fabricantes secundários na indústria de eletrônicos ou na indústria de compósitos. As exposições médias mais altas encontradas em amostras da zona de respiração foram descobertas em fábricas de setor secundário de eletrônicos, depois em sítios de compósitos e híbridos, enquanto as exposições médias mais baixas foram identificadas em sítios de fabricantes primários. Comparativamente, poucas amostras retornaram com resultados superiores ao nível de exposição recomendado, conforme publicado pelo NIOSH.
Embora existam estratégias em desenvolvimento quanto ao uso de CNTs em uma variedade de produtos, os potenciais de exposição até o atual momento aparentam ser baixos na maioria dos ambientes ocupacionais. Isso pode mudar conforme os novos produtos e métodos de fabricação ou avanços no processamento secundário. De tal maneira, as avaliações de risco necessitam de ser uma parte integrante de qualquer planejamento para novas aplicações.

### Epidemiologia e Gestão de Risco

#### Resumo dos Estudos Epidemiológicos
Atualmente, há uma falta de evidências epidemiológicas ligando a exposição ao CNT a efeitos na saúde humana. Até o atual momento, há apenas uma porção de estudos epidemiológicos publicados que examinem exclusivamente os efeitos da exposição ao CNT sobre a saúde, enquanto várias outras pesquisas encontram-se em andamento e ainda não foram publicadas. Com a quantidade limitada de dados humanos, os cientistas estão mais confiantes nos resultados dos estudos atuais da toxicidade animal para então preverem os efeitos adversos à saúde, assim como aplicarem o que já se conhece sobre exposições a outros materiais fibrosos, por exemplo o amianto ou particulados finos e ultra finos. Essa limitação de dados humanos direcionou ao uso do princípio da precaução, o qual impulsiona os locais de trabalho a limitarem ao mais baixo possível os níveis de exposição ao CNT na ausência de dados reconhecidos dos efeitos sobre a saúde.
Os estudos epidemiológicos de nanomateriais até agora consideraram uma variedade de nanomateriais. Poucos foram específicos aos CNTs e cada um considerou uma pequena amostragem.  Esses estudos encontraram algumas relações entre marcadores biológicos e a exposição ao MWCNT. Um estudo transversal em busca de avaliar os efeitos na saúde foi conduzido para determinar associações de biomarcadores em relação à exposição calculada ao CNT. Embora nenhum efeito na funcionalidade pulmonar em razão à exposição tenha sido encontrado, o estudo observou algumas indicações de sinais precoces de efeitos a biomarcadores associados à exposição aos MWCNTs. Ademais, alguns resultados acabaram por ser contraditórios com os estudos in vitro anteriores, levando a necessidade da realização de mais estudos a fim de se melhor definir os efeitos.

#### Resumo da avaliação de risco do NIOSH
O NIOSH estimou o risco com base em estudos disponíveis para determinar as recomendações apropriadas quanto aos níveis de exposição. Sua avaliação descobriu que, apesar dos efeitos na saúde humana não terem sido observados diretamente, houve estudos em animais os quais demonstraram potenciais efeitos à saúde que poderiam ser razoavelmente esperados em humanos após exposição suficiente. Além de pesquisas em animais, foram inspecionados estudos com células humanas e determinou-se a manifestação de efeitos prejudiciais.  Em uma última análise, a avaliação de risco observou que os dados mais relevantes para se calcular o REL foram os dos estudos em animais. Correções para as diferenças entre espécies e atualizações as quais refletem o avanço das tecnologias nos métodos de amostragem e nas capacidades de detecção foram consideradas como parte da avaliação de risco. O REL resultante é menor em várias ordens de magnitude do que os de outras preocupantes partículas de carbono, como o grafite e negro de fumo.

#### Gerenciamento de riscos
Até o atual momento, diversas agências governamentais internacionais, bem como autores individuais, desenvolveram limites de exposição ocupacional (OEL) em busca da redução do risco de quaisquer possíveis efeitos na saúde humana associados à exposição ao CNT no local de trabalho. O Instituto Nacional de Segurança e Saúde Ocupacional (NIOSH - sigla em inglês) conduziu uma avaliação de risco utilizando animais e outros dados toxicológicos relevantes com o propósito de examinar os potenciais efeitos respiratórios adversos e não malignos do CNT e propôs como concentração de média ponderada de tempo por 8 horas (TWA) um OEL de 1 μg / m³ de massa respirável de carbono elementar.  Múltiplos autores individuais também realizaram avaliações de risco semelhantes aplicando dados de toxicidade animal e assim estabeleceram limites de exposição por inalação os quais variam de 2,5 a 50 ug / m³. Um desses exames de risco empregou dois dados de dois diferentes tipos de exposições com intenção de trabalhar em direção a um OEL como parte de um manejo adaptativo onde há uma expectativa de que as recomendações serão reavaliadas conforme mais dados sejam disponibilizados.

### Segurança e prevenção a exposição
As exposições ocupacionais que poderiam potencialmente permitir a inalação de CNT são de grande preocupação, especialmente em situações em que o CNT é manuseado na forma de pó, a qual pode ser facilmente aerossolizado e inalado. Também são preocupantes quaisquer processos de alta energia nos quais são aplicados a várias preparações de CNT, tanto na mistura ou sonicação de CNT em líquidos quanto nos processos em que se cortam ou perfuram compósitos à base de CNT em produtos a jusante. Esses tipos de processos de alta energia aerossolizam o CNT, que então passa a poder ser inalado.
As orientações para a minimização do risco e da exposição ao CNT têm sido publicadas por várias agências internacionais, incluindo vários documentos do Britânico Health and Safety Executive intitulado "Aplicando nanomateriais no trabalho, incluindo nanotubos de carbono e outras altas proporções de nanomateriais bio-persistentes" e o "Gerenciamento de Risco dos Nanotubos de Carbono"; Safe Work Australia também publicou uma orientação intitulada "Manuseio e Uso Seguro dos Nanotubos de Carbono", o qual descreve duas abordagens ao gerenciamento de riscos, o que inclui a gestão de riscos com uma análise detalhada de perigos e a avaliação da exposição, assim como gerenciamento de risco através da aplicação de uma Faixa de Controle. O Instituto Nacional de Segurança e Saúde Ocupacional também divulgou um documento nomeado "Boletim de Inteligência Atual 65: A Exposição Ocupacional a Nanotubos e Nanofibras de Carbono" que descreve estratégias para o controle de exposições no local de trabalho e a implementação de um programa de vigilância médica. A Administração Nacional de Segurança e Saúde Ocupacional publicou a "Ficha Informativa OSHA: Segurança no Trabalho com Nanomateriais" para uso orientacional, além de uma página na web a qual hospeda uma variedade de recursos.
Esses documentos de orientação geralmente defendem a aplicação dos princípios da Hierarquia do Controle de Risco, que é um sistema empregado no ramo industrial com o objetivo de minimizar ou eliminar a exposição a riscos. Os controles de perigo na hierarquia são, em ordem decrescente de eficácia:
- Eliminação de uma exposição em potencial.
- Substituição por um produto ou processo químico menos perigoso.
- Controles da Engenharia, como por exemplo sistemas de ventilação, blindagem ou cercamentos.
- Controles Administrativos, incluindo treinamento, políticas, procedimentos escritos, cronogramas de trabalho, entre outros.
- Equipamentos de Proteção Individual